# موتور محمدمیران
موتور محمدمیران یا موتور محمدمیران قنبرزهی روستایی در دهستان دومک بخش نصرت‌آباد شهرستان زاهدان استان سیستان و بلوچستان ایران است.

## جمعیت
بر پایه سرشماری عمومی نفوس و مسکن در سال ۱۳۹۵ جمعیت این روستا ۵۶ نفر (۱۱خانوار) بوده‌است.